# Rouvroy-les-Merles
Rouvroy-les-Merles é uma comuna francesa na região administrativa de Altos da França, no departamento de Oise. Estende-se por uma área de 4,06 km². Em 2010 a comuna tinha 54 habitantes (densidade: 13,3 hab./km²).